# Caju (Rio de Janeiro)
Caju è un quartiere (bairro) della zona centrale della città di Rio de Janeiro in Brasile.

## Amministrazione
Caju fu istituito come bairro a sé stante il 23 luglio 1981 come parte della RA I - Portuaria del municipio di Rio de Janeiro.